# 梧州路 (上海)
梧州路是中華人民共和國上海市虹口区一條南北走向道路，道路北起海倫路，南至东汉阳路，全长758米，宽8.3米至13米，车行道宽7.5米至9.0米。

## 歷史
道路建於清朝光绪三十年（1904年），路名來自广西梧州。道路南段歷史上屬於沙虹老街，後來與梧州路合併。梧州路南至周家嘴路、北至海拉尔路的路段原为双向两车道，早晚高峰时较为拥堵。當局決定拓寬該路段的道路。拓寬工程於2021年12月开工，2023年3月完工。